# Benedek Varju
Benedek Varju (Győr, 21 maggio 2001) è un calciatore ungherese, centrocampista dell'MTK Budapest.

## Caratteristiche tecniche
È un centrocampista centrale.

## Carriera

### Club
Cresciuto nel settore giovanile dell'MTK Budapest, debutta in prima squadra il 15 aprile 2018 in occasione dell'incontro di Nemzeti Bajnokság II vinto 4-1 contro il Kazincbarcika.

### Nazionale
Nel 2021 viene convocato dalla nazionale Under-21 per il campionato europeo di categoria.

## Statistiche
Statistiche aggiornate al 30 marzo 2021.

### Presenze e reti nei club
| Stagione        | Squadra         | Campionato      | Campionato | Campionato | Coppe nazionali | Coppe nazionali | Coppe nazionali | Coppe continentali | Coppe continentali | Coppe continentali | Altre coppe | Altre coppe | Altre coppe | Totale | Totale | Totale |
| Stagione        | Squadra         | Comp            | Pres       | Reti       | Comp            | Pres            | Reti            | Comp               | Pres               | Reti               | Comp        | Pres        | Reti        | Pres   | Reti   |        |
| --------------- | --------------- | --------------- | ---------- | ---------- | --------------- | --------------- | --------------- | ------------------ | ------------------ | ------------------ | ----------- | ----------- | ----------- | ------ | ------ | ------ |
| 2017-2018       | MTK Budapest    | NB2             | 1          | 0          | CU              | 0               | 0               |                    | -                  | -                  |             | -           | -           | 1      | 0      |        |
| 2018-2019       | MTK Budapest    | NB1             | 1          | 0          | CU              | 0               | 0               |                    | -                  | -                  |             | -           | -           | 1      | 0      |        |
| 2019-2020       | MTK Budapest    | NB2             | 19         | 1          | CU              | 4               | 0               |                    | -                  | -                  |             | -           | -           | 23     | 1      |        |
| 2020-2021       | MTK Budapest    | NB1             | 18         | 0          | CU              | 2               | 0               |                    | -                  | -                  |             | -           | -           | 20     | 0      |        |
| 2021-2022       | MTK Budapest    | NB1             | 25         | 0          | CU              | 1               | 0               |                    | -                  | -                  |             | -           | -           | 26     | 0      |        |
| 2022-2023       | MTK Budapest    | NB2             | 31         | 1          | CU              | 2               | 0               |                    | -                  | -                  |             | -           | -           | 33     | 1      |        |
| Totale carriera | Totale carriera | Totale carriera | 95         | 2          |                 | 9               | 0               |                    | -                  | -                  |             | -           | -           | 104    | 2      |        |

## Palmarès

### Club

#### Competizioni nazionali
- Nemzeti Bajnokság II: 2

MTK Budapest: 2017-2018, 2019-2020